# Pârâul lui Găman
Pârâul lui Găman este un curs de apă, afluent al râului Șușița. 